# 세르팡

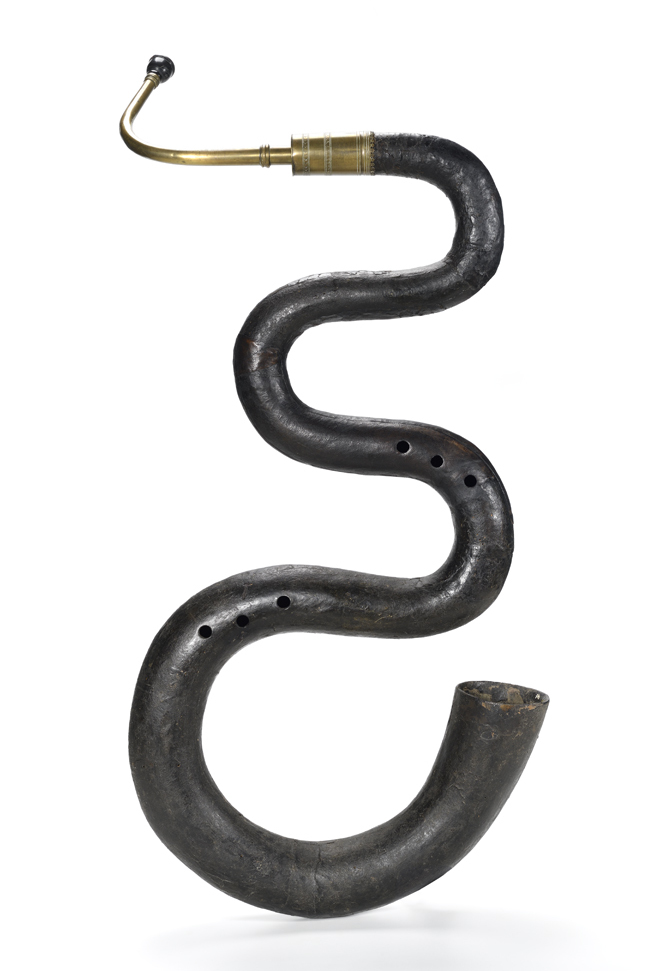
18세기 후반 이탈리아에서 만들어진 세르팡

세르팡(프랑스어: serpent '뱀')은 금관악기의 일종으로, 20세기 초까지 저음역을 담당하였다. 처음에는 오피클라이드에, 나중에는 튜바에 잠시 밀려난 적이 있으나 20세기 후반에 복원되어 시대연주에서 간혹 사용되고 있다. ‘S’자 두 개를 이어 놓은 듯한 구불구불한 관과 컵 모양의 마우스피스, 여섯 개의 지공이 있다. 나무로 만들지만, 마우스피스에 입술을 대고 불어서 소리내기 때문에 금관악기로 분류된다. 이 악기를 기용한 사람으로는 엑토르 베를리오즈, 주세페 베르디, 리하르트 바그너, 조아키노 로시니, 펠릭스 멘델스존 등이 있다.